# 美國交通
雖然美國在鐵路客運方面薄弱，且大都市普遍存在交通堵塞的問題，但美國仍然是世界上交通最為發達的國家之一。17世紀之後，隨著殖民地的發達，美國各地的交通網開始逐漸成形。1869年，美國完成了第一條橫貫大陸鐵路。1950年代之後，美國開始大規模建設州際高速公路。美國全國的交通運輸事業由美國交通部（DOT）管理。美國的公路網雖然以高速公路為主，但普通公路也十分發達。普通公路自1920年代開始發展。其中以66號公路最為著名。美國的鐵路客運在20世紀中期之前仍然發達。但在20世紀中期之後，隨著空運和高速公路系統的發達，鐵路客運規模大幅縮小，現在只有一些大都市之間有少數客運列車運行。但東北部地區則是例外。和客運相反，美國的貨運鐵路系統是世界最繁忙的。美國也是世界屈指可數的空運大國，且飛機製造行業也十分發達。

## 外部連結
- U.S. Department of Transportation （页面存档备份，存于） (DOT)
- Bureau of Transportation Statistics （页面存档备份，存于） - Part of DOT
- National Transit Database - Statistics on U.S. public transportation systems from the Federal Transit Administration （页面存档备份，存于）, part of DOT
- American Public Transportation Association （页面存档备份，存于）